# Monguí (kommun)
Monguí är en kommun i Colombia.   Den ligger i departementet Boyacá, i den centrala delen av landet, 180 km nordost om huvudstaden Bogotá. Antalet invånare är 5 002. Arean är 81 kvadratkilometer.
Terrängen i Monguí är lite bergig.